# Entada chrysostachys
Entada chrysostachys är en ärtväxtart som först beskrevs av George Bentham, och fick sitt nu gällande namn av Emmanuel Drake del Castillo. Entada chrysostachys ingår i släktet Entada och familjen ärtväxter. Inga underarter finns listade i Catalogue of Life.